# Graciosa

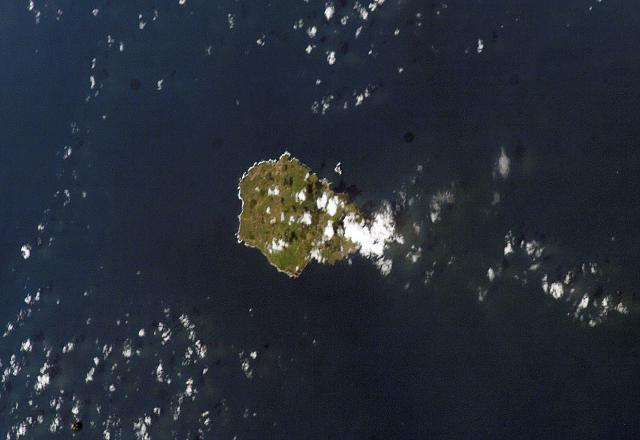
A Graciosa vista do espaço.

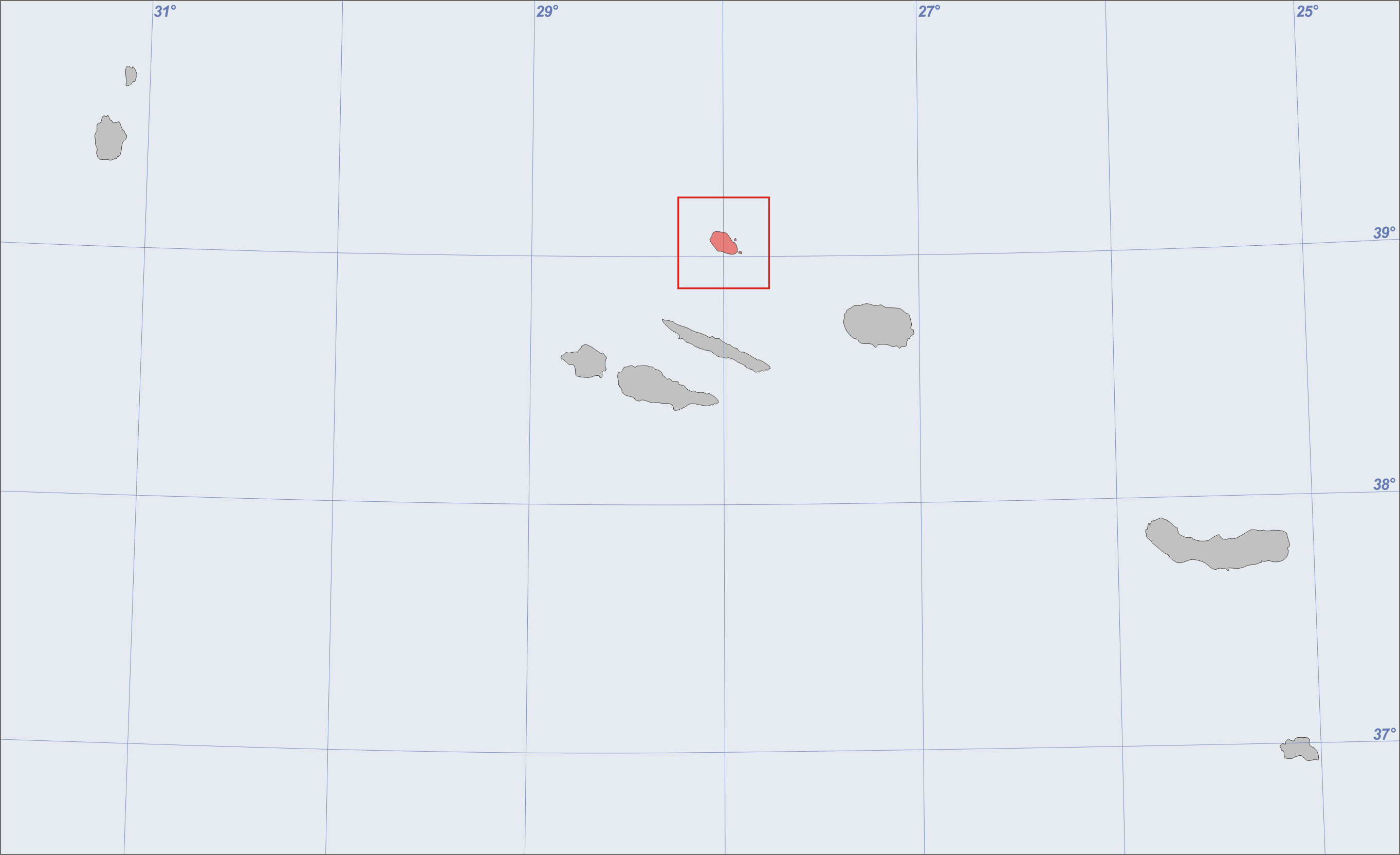
Localização da Graciosa.

A Graciosa é uma ilha situada no extremo noroeste do Grupo Central do arquipélago dos Açores, 37 km a nordeste da ilha de São Jorge e 60 km a noroeste da Terceira, com centro aproximadamente nas coordenadas geográficas 28° 05’ W e 39° 05’ N. Tem uma área aproximada de 60,66 km² e formato grosseiramente oval, com 12,5 km de comprimento e 7,5 km de largura máxima. É a menos montanhosa das ilhas açorianas, atingindo 405 metros de altitude máxima no bordo sul da Caldeira. Esta baixa elevação confere à ilha um clima temperado oceânico, caracterizado pela menor pluviosidade do arquipélago. A baixa pluviosidade leva à relativa secura da ilha, o que lhe dá no fim do estio uma tonalidade esbranquiçada, que associada ao casario branco das povoações lhe deu o epíteto de ilha Branca, que lhe foi atribuído por Raul Brandão na obra As Ilhas Desconhecidas (1926).
Tem 4 301 habitantes (2021), na maioria concentrados na sede do único concelho da ilha, a vila de Santa Cruz da Graciosa, cujo centro histórico constitui, pela riqueza e equilíbrio da sua arquitectura, uma zona classificada. No passado, quando a população foi muito superior à actual, a falta de água constituiu um sério problema, levando à construção de reservatórios (tanques) e cisternas de vária natureza e aos emblemáticos tanques ("pauis") que são hoje a marca da principal praça de Santa Cruz da Graciosa.
A paisagem da Graciosa é de grande beleza, conjugando o verde das pastagens com o branco das casas isoladas e das povoações. Um dos "ex libris" da ilha é uma formação rochosa de grandes dimensões, em frente ao farol da Ponta da Barca, com uma configuração muito parecida com uma baleia vista de perfil. Possui campos férteis e aplainados que produzem milho, hortícolas, fruta (principalmente a meloa) e vinho (do qual se produzia uma aguardente licorosa designada por andaia) e onde se cria gado bovino, hoje a principal fonte de riqueza da ilha.

## Geomorfologia e geologia

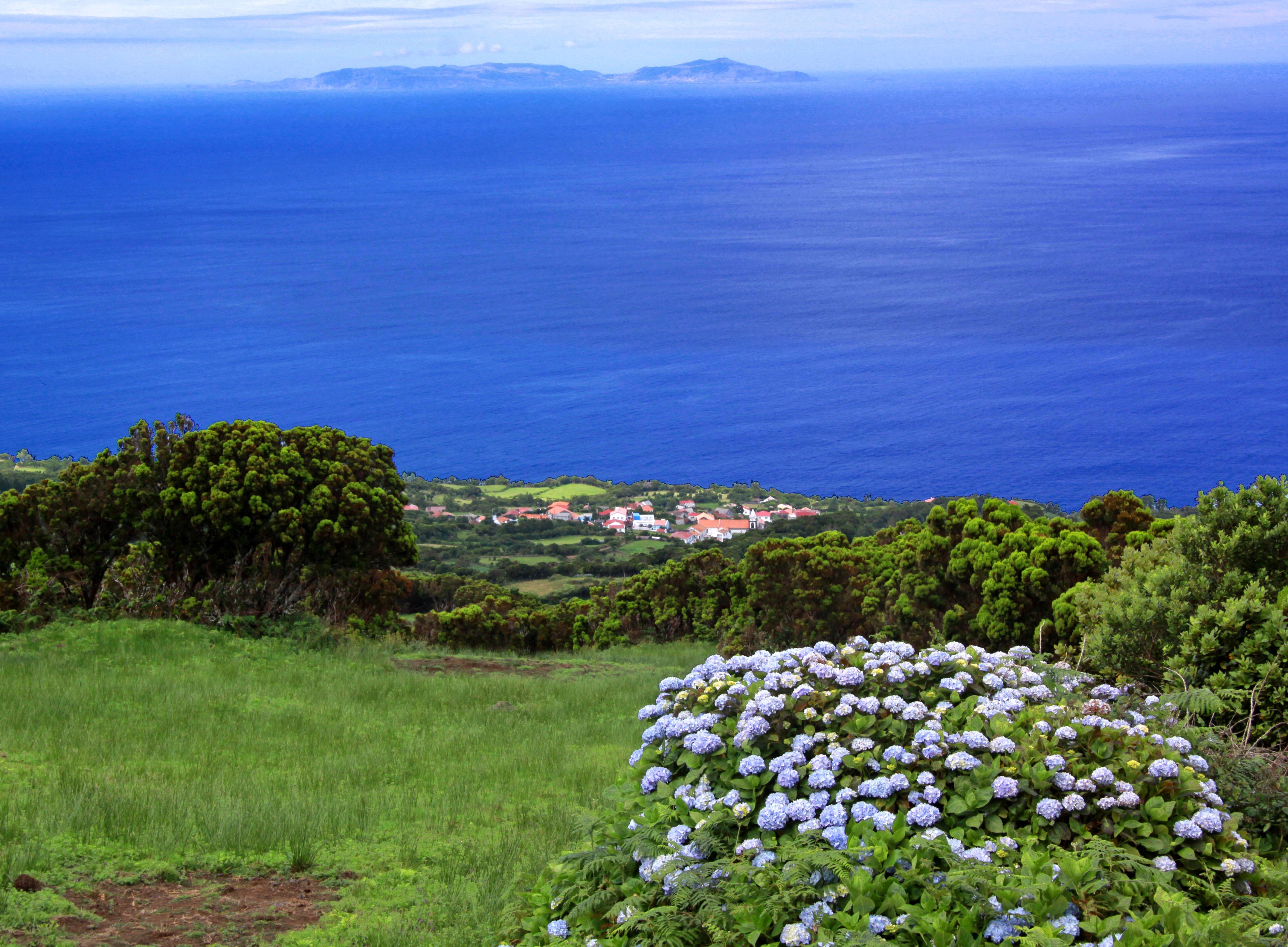
A ilha Graciosa vista da ilha de São Jorge.

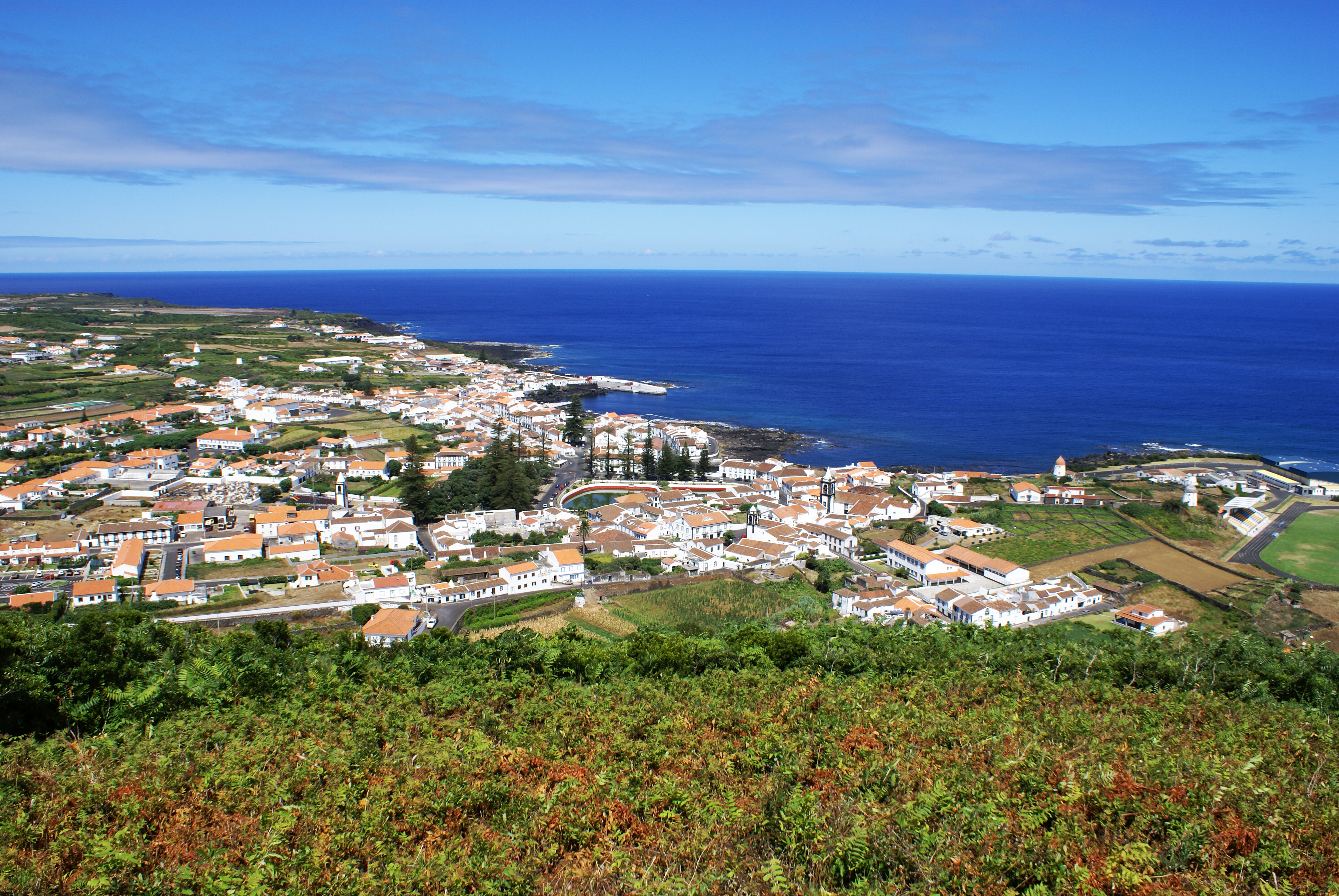
Santa Cruz da Graciosa.

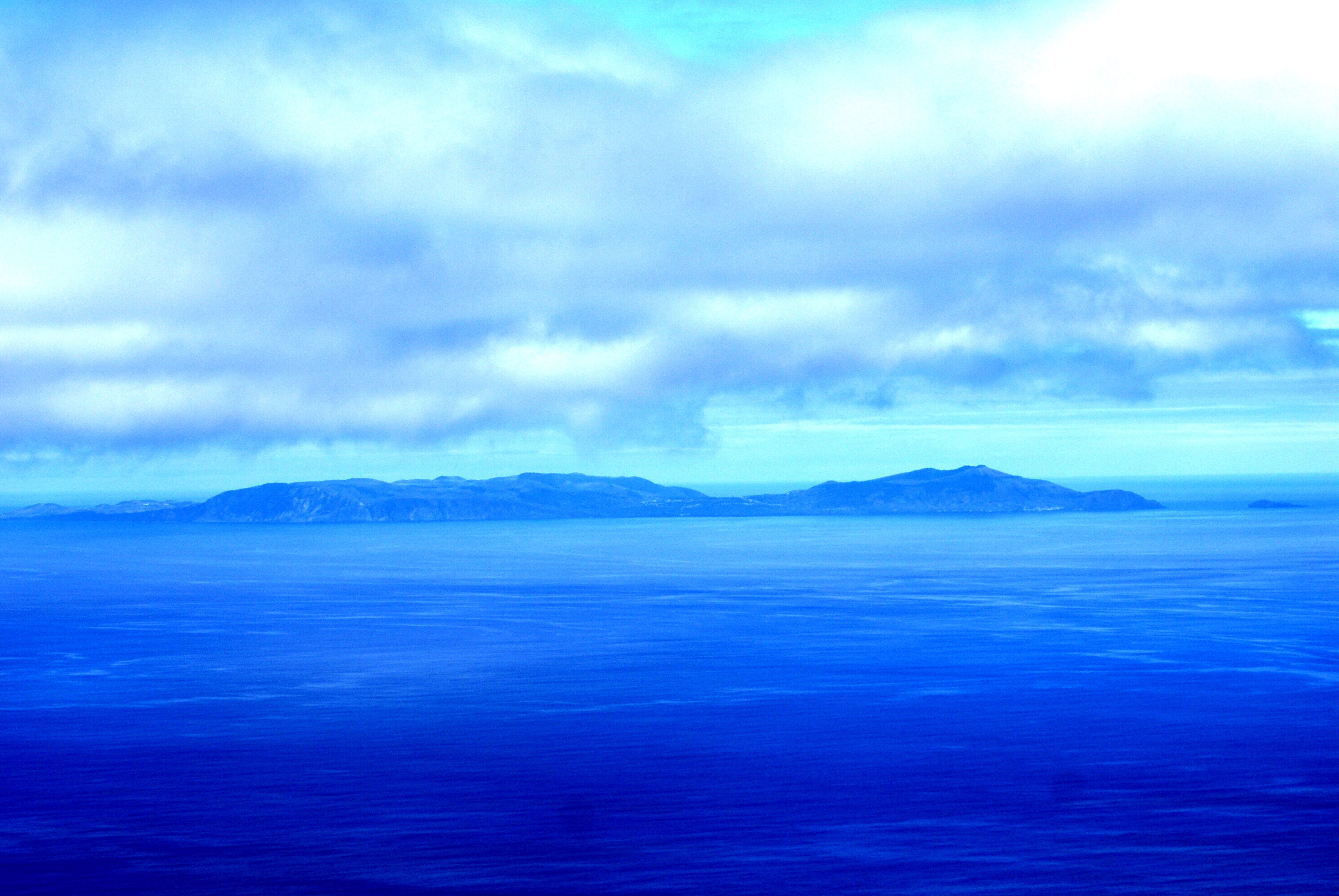
Graciosa vista do Toledo, ilha de São Jorge.

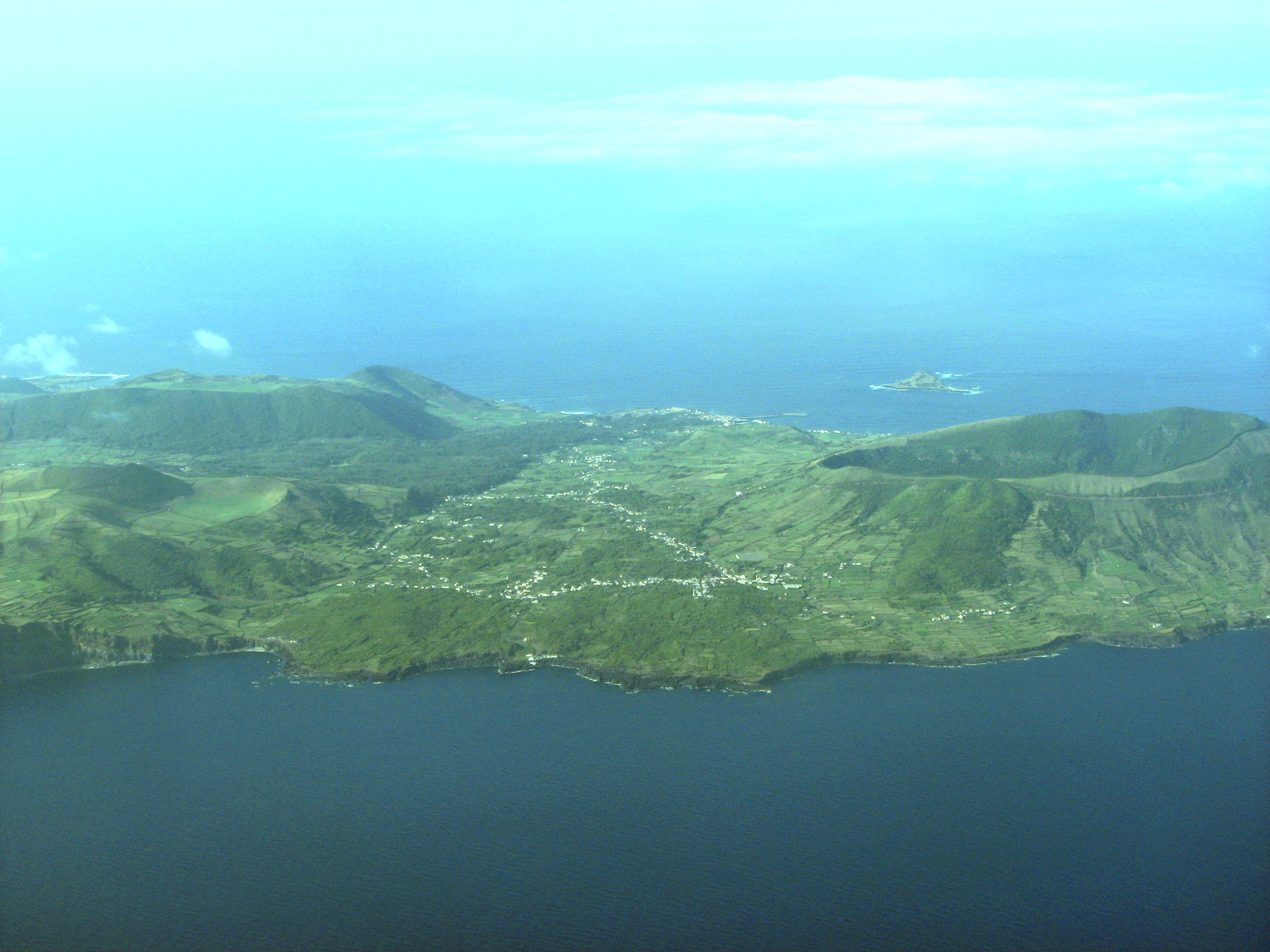
Graciosa vista do sul: ao centro, a freguesia da Luz; no extremo direito, o Maciço da Caldeira.

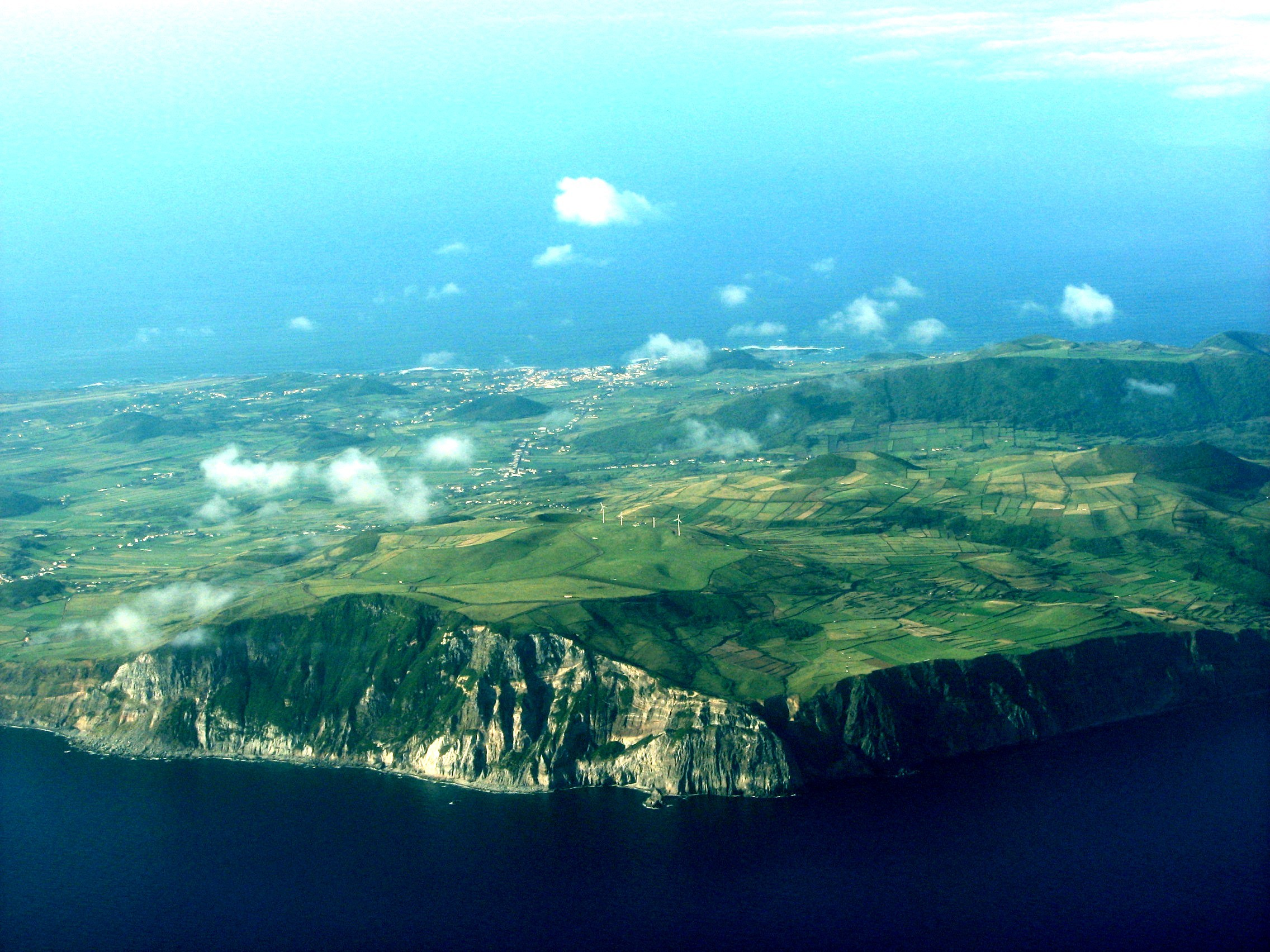
Graciosa: falésias da serra Branca vista de SE. A povoação na outra costa é Santa Cruz da Graciosa.

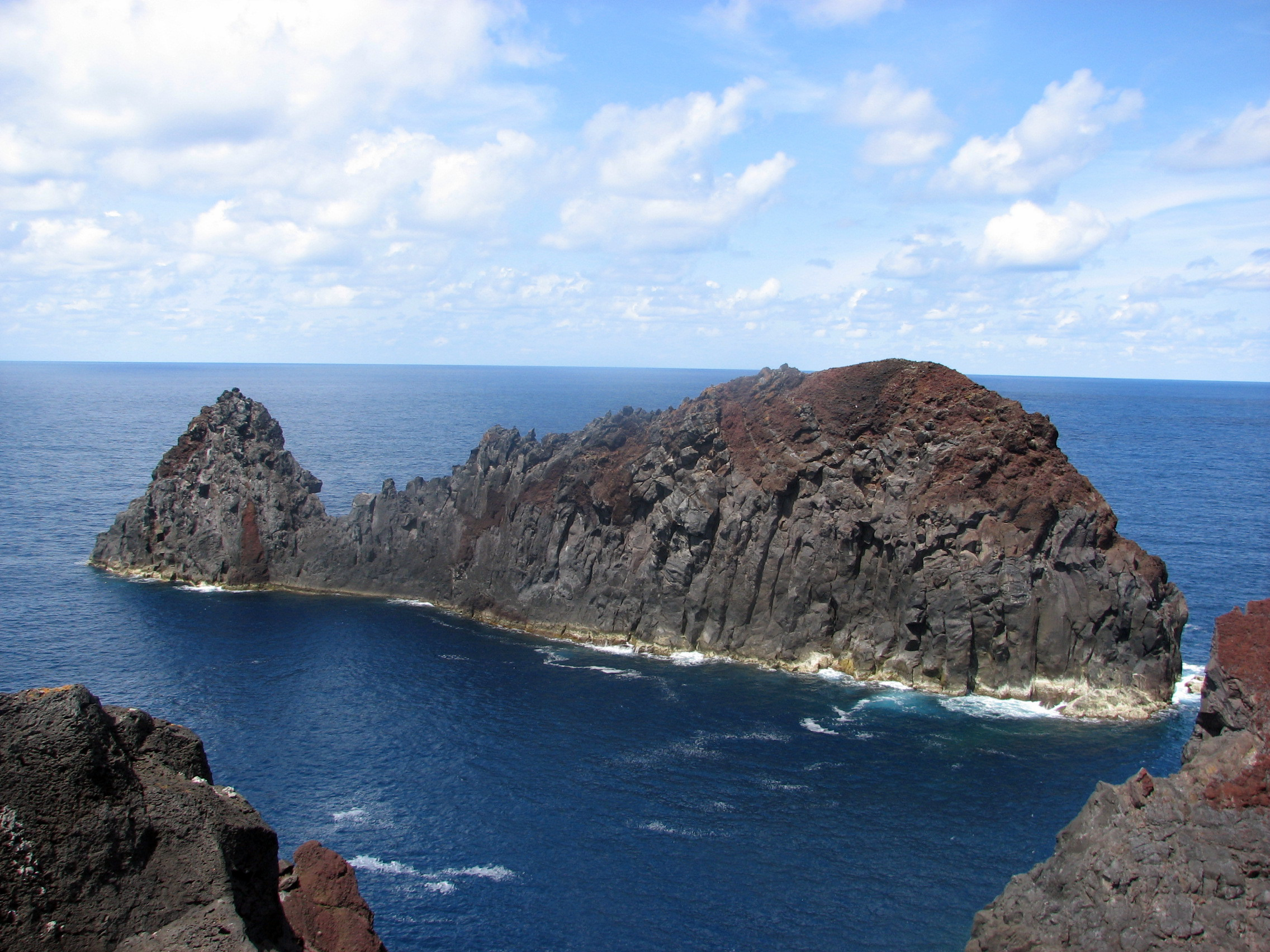
Graciosa: baleia de pedra da Ponta da Barca.

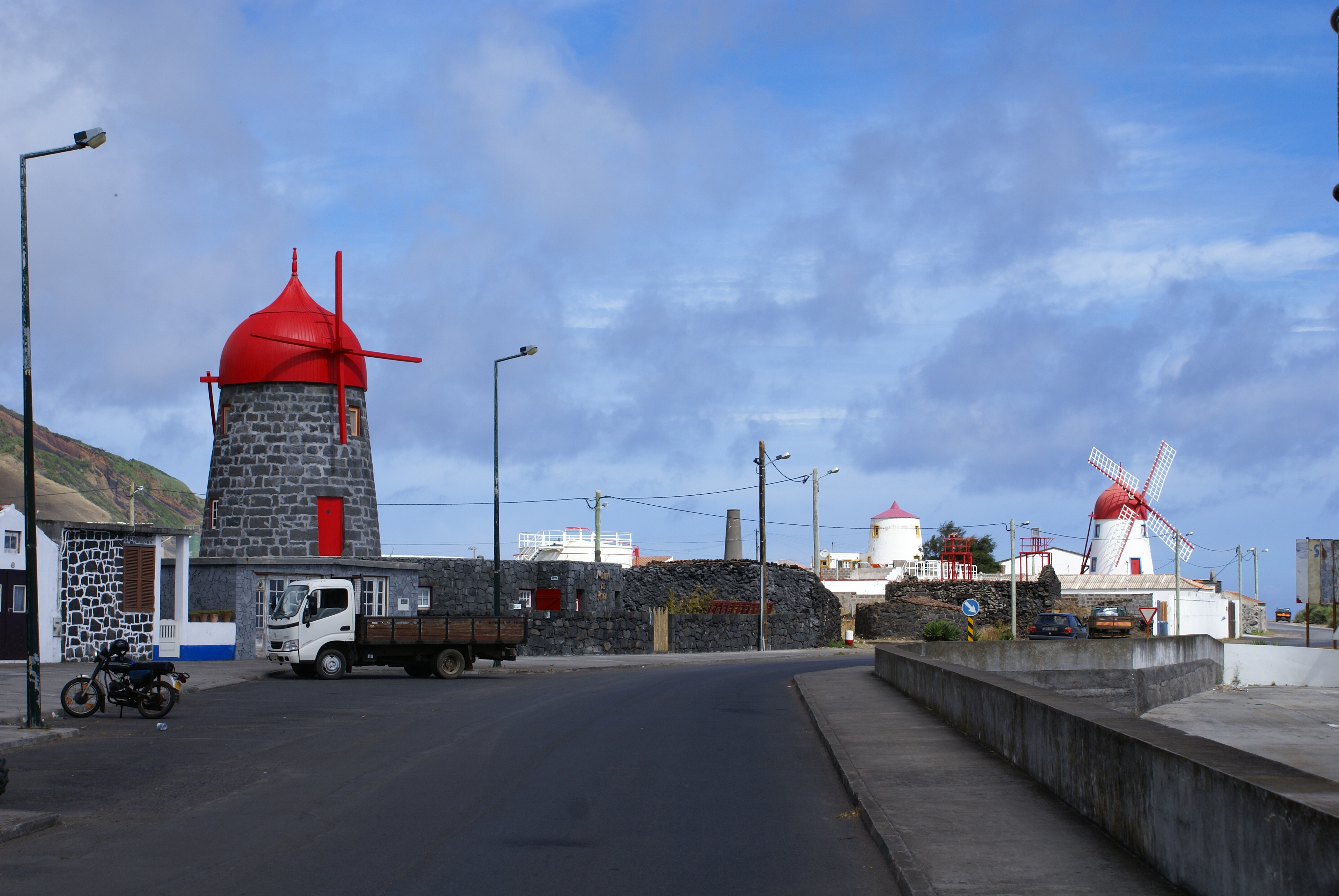
Graciosa: moinhos de vento (Vila da Praia, junto ao Porto).

A Graciosa situa-se no extremo noroeste da estrutura tectónica designada por rifte da Terceira, no fundo daquela zona do oceano Atlântico, com uma direcção geral sudeste-noroeste, coincidente com o eixo geral do arquipélago. Essa estrutura geológica conferiu à ilha uma configuração alongada ao longo do eixo do rifte, formando uma ovóide com 12,5 km de comprido por 7,5 km de largura máxima.
A linha de costa, muito acidentada e recortada por pequenas calhetas, é em geral baixa, com excepção do troço noroeste, correspondente à Serra Branca, onde a falésia excede os 300 metros de altura. Na costa abrem-se duas baías pouco profundas, a sueste surge a baía da Praia, onde se situa o porto da Vila da Praia, porto comercial e de pescas da ilha, e a sudoeste surge a baía do Filipe. A nordeste na zona de Santa Cruz da Graciosa abrem-se algumas pequenas calhetas, muito expostas ao mar, onde se anicham o porto de Santa Cruz, hoje zona balnear, e o cais da Barra, antigo porto baleeiro e comercial, hoje reduzido ao recreio náutico.
O território da ilha apresenta um relevo em geral aplainado, marcado por numerosos cones de escórias que lhe dão um carácter marcadamente vulcânico, com um relevo mais acentuado na parte meridional. A ilha pode ser dividida em cinco
- O Complexo da Serra das Fontes, ao longo da costa nordeste, muito escarpada e muito alterada pela tectónica local;
- O Complexo da Baía do Filipe, é apenas identificado em pequenos afloramentos rochosos, na base da encosta da Baía do Filipe, na base da encosta do Quitadouro e na localidade de Pedras Brancas.
- O Complexo da Serra Branca e da Serra Dormida, ocupando o terço centro-meridional da ilha, também muito desmantelado e alterado pela tectónica local;
- O Complexo de Cobertura Basáltica (ex. Complexo Vulcânico da Vitória ou Plataforma de Santa Cruz), ocupando a metade noroeste da ilha, caracterizado por um relevo adoçado, com altitude máxima em torno dos 50 metros e pontuado por numerosos cones de escórias.
- O Vulcão central (Maciço da Caldeira), no extremo sueste da ilha, constituído por um vulcão bem conservado, com uma caldeira central bem definida.

### Complexo da Serra das Fontes
A Serra das Fontes ocupa a face norte da região central da ilha, apresentando um relevo complexo, muito alterado pela tectónica, com escarpas abruptas nos seus limites sudoeste e leste, sugerido a existência de falhas com um grande rejeito vertical. A altitude máxima deste maciço, 375 m apenas, é atingida no Pico do Facho, um cone de escórias bem conservado.
O litoral sueste do maciço é marcado pelo Quitadouro, um cone de bagacina em parte desmantelado pela erosão marinha. Ao longo do vale que separa a Serra das Fontes do Maciço da Caldeira existe uma escoada basáltica recente (<3 900 anos) que forma o mistério que marca a periferia norte da vila da Praia.
A complexidade do relevo e a pequenez das bacias hidrográficas leva a que nesta região a rede de drenagem superficial seja incipiente, não apresentado qualquer curso estruturado. A zona mais alta da Serra apresenta algumas camadas superficiais relativamente impermeáveis, resultantes de paleo-solos soterrados e da formação de horizontes plácicos cimentados por óxidos de ferro e de manganésio. Estas camadas menos permeáveis constituem os aquitardos que permitem o aparecimento de múltiplas pequenas nascentes, muito valorizadas dada a escassez hídrica da ilha, que deram ao maciço o nome de Serra das Fontes, dado seu aproveitamento para abastecimento de água.

### Complexo da Baía do Filipe
O Complexo da Baía do Filipe desenvolveu-se entre 472 000 e 433 000 anos de duas maneiras diferentes: a sudoeste (no mar) como um vulcão principal, e a noroeste, sobre os resquícios subaéreos do Complexo da Serra das Fontes, como edifícios vulcânicos secundários.
As erupções foram inicialmente efusivas e produziram fluxos de lavas basálticas, e posteriormente evoluíram para fluxos de lavas traquíticas. Podemos observar resquícios de rochas traquíticas, testemunhos deste complexo vulcânico, na localidade de Pedras Brancas.

### Complexo da Serra Branca e Serra Dormida
O maciço da Serra Branca e da Serra Dormida é formado por duas linhas de relevo, as duas serras que lhe dão o nome, separadas por uma depressão quase linear de orientação noroeste-sueste.
A Serra Dormida, que constitui o flanco norte do maciço, é um alinhamento de cones vulcânicos, com as respectivas crateras, formados essencialmente por bagacinas basálticas avermelhadas, que atinge a sua maior altitude no Pico Timão (398 m), um grande cone detrítico encimado por uma cratera bem definida.
O flanco sul do maciço constitui a Serra Branca, também esta um conjunto de estruturas vulcânicas grosseiramente agrupadas em torno de um alinhamento paralelo ao eixo do Rifte da Terceira, com a sua cota máxima (375 m) na elevação onde se situa o Parque Eólico da Graciosa.
As escarpas da Serra Branca constituem o troço mais elevado da costa da ilha, com uma falésia com mais de 300 m de altura, em grande parte compostas por depósitos espessos de traquito esbranquiçado, que dá o nome à Serra.
A rede de drenagem desta região, apesar da pequenez das bacias drenantes, apresenta algum grau de organização.

### Complexo de Cobertura Basáltica (ex. Complexo Vulcânico da Vitória ou Plataforma de Santa Cruz)
A plataforma de Santa Cruz é uma região aplainada, com cotas médias em torno dos 50 m, pontuada por cerca de 40 cones vulcânicos de bagacina basáltica, com grandes declives e crateras bem definidas. O mais alto desses cones é o pico das Caldeiras (181 m). De entre os cones destacam-se o Pico do Jardim e o Monte de Nossa Senhora da Ajuda, que flanqueiam a vila de Santa Cruz da Graciosa.
Devido ao seu fraco declive, esta região da ilha é desprovida de rede de drenagem superficial, sendo uma área de grande infiltração, contribuindo para a produtividade do aquífero basal da ilha, o qual aflora ao longo do litoral e é captado em múltiplos poços de maré.
Os solos desta região são de grande fertilidade, a que se associa a sua planura e baixa altitude, produzindo condições muito propícias à produção hortícola, com destaque para a produção de meloa e de alhos, produtos que dão fama à ilha. As zonas recobertas por lavas recentes são ocupadas por vinhedos, os quais foram em tempos a principal fonte de riqueza da ilha e que ainda justificam que a Graciosa seja uma região demarcada onde se fabricam vinhos licorosos de qualidade produzido em região determinada.

### Vulcão central (Maciço da Caldeira)
O Maciço da Caldeira ocupa o terço sueste da ilha, com uma morfologia nitidamente diferenciada do resto do território, do qual está separado por um longo vale que se estende desde a vila da Praia até à Folga, seguindo pelas localidades da Canada Longa e das Pedras Brancas. Com a sua morfologia bem determinada pelo Rifte da Terceira, a maciço alonga-se ligeiramente no sentido sueste-noroeste, tendo no seu interior uma caldeira de bordos bem marcados, também ela ovóide, com cerca de 1 600 m de comprimento e 900 m de largura. No centro desta caldeira situa-se a Furna do Enxofre, uma cavidade vulcânica de grandes dimensões que contém no seu interior uma lagoa e um pequeno campo fumarólico.
As vertentes do maciço são de forma regular, com um declive que se acentua com a aproximação do bordo da caldeira, o qual é marcadamente assimétrico, atingindo a cota máxima de 405 m (Pico do Coirão) acima do nível do mar no seu extremo sueste (o ponto mais elevado da ilha) contra apenas 250 m no bordo noroeste.
Inserem-se nesta unidade geomorfológica os ilhéus da Praia e de Baixo, restos de cones periféricos, fortemente palagonitizados, muito desmantelados pela força erosiva do mar.
Na costa sueste e sul do maciço encontra-se algumas nascentes termais, uma das quais, a do Carapacho, é aproveitada nas Termas do Carapacho, um dos mais antigos estabelecimentos termais dos Açores.
A Furna do Enxofre é acessível por uma das duas aberturas no seu tecto, através de uma torre construída no interior da Furna. O tecto é uma imensa abóbada de basalto, da qual se desprenderam ao longo dos tempos grandes blocos que agora juncam o chão da gruta. O campo fumarólico sito nas imediações da torre, e a lama em ebulição que o rodeia, liberta grandes quantidades de gases, incluindo dióxido de carbono, que já causou algumas mortes entre os visitantes e obrigou à instalação de um sistema de monitorização de gases.

### Geologia
A ilha Graciosa é um edifício vulcânico composto por cinco, (1) Complexo da Serra das Fontes; (2) Complexo da Baía do Filipe; (3) Complexo da Serra Branca; (4) Complexo de Cobertura Basáltica (ex. Complexo Vulcânico da Vitória) e (5) Vulcão Central. O edifício é predominantemente basáltico, com características que indiciam um vulcanismo predominantemente de baixa explosividade, embora apareçam alguns depósitos de natureza traquítico que indiciam fases de alguma explosividade.
A parte emersa da ilha terá sido iniciada há cerca de 1 050 000 anos ou mais de 700 000 anos  com a formação de um vulcão em escudo, que ainda aflora no Complexo da Serra das Fontes, a parte mais antiga da ilha. A essa fase seguiram-se períodos de maior explosividade, associados às fracturas que percorrem a zona, que resultaram a formação de numerosos cones de escórias vulcânicas soldadas que constituem a maior parte das actuais Serra Dormida e Serra das Fontes.
O tipo de vulcanismo alterou-se radicalmente há cerca de 330 000 anos, com a formação de um vulcão de tipo central com caldeira, ligado a uma câmara com magma diferenciado, do qual resultaram erupções de grande explosividade que deram origem aos espessos mantos de traquito que constituem a Serra Branca.
Em período bem mais recente reactivou-se o vulcanismo basáltico, resultando na formação de um novo edifício vulcânico caracterizado pela sua baixa explosividade, que formou a Complexo de Cobertura Basáltica (ex. Complexo Vulcânico da Vitória), com os seus numerosos cones, e os numerosos mantos basálticos subaéreos que recobrem o centro e o norte da ilha. Esta fase evoluiu para sueste da ilha, dando origem ao maciço da Caldeira (Vulcão Central) e às estruturas que lhe estão associadas, bem como a diversas erupções surtseianas na periferia da ilha, das quais resultaram os actuais ilhéus e diversas estruturas submarinas próximas à costa. A última erupção desta fase ocorreu há cerca de 3 900 anos, dando origem ao Pico Timão e às escoadas basálticas que lhe estão associadas.

## Povoamento e demografia
O território da ilha Graciosa constitui um único concelho, o de Santa Cruz da Graciosa, dividido em quatro freguesias:
- Santa Cruz da Graciosa, onde se situa a sede do concelho e principal povoação da ilha, a Vila de Santa Cruz da Graciosa;
- São Mateus, onde se situa a histórica Vila da Praia que foi sede do concelho com o mesmo nome, extinto no século XIX;
- Guadalupe, a maior povoação rural da ilha;
- Luz, freguesia conhecida localmente por Sul, localizada ao longo da costa sul da ilha.

A ilha Graciosa, tal como acontece com a generalidade do território açoriano, tem uma estrutura de povoamento que, apesar da sua dispersão aparente, é fortemente condicionada pela rede viária. Este povoamento disperso orientado, típico da zonas de colonização recente, como são as ilhas, levou a que a estruturação urbana da Graciosa se tenha produzido ao longo de grandes eixos, correspondentes aos vales da ilha, e por consequência, às estradas que ao seu longo afluem às duas vilas da ilha.
Em consequência surgiu um desenvolvimento urbano claramente condicionado pela geomorfologia, com os seguintes eixos:
- (1) ao longo da vale que separa o maciço da Caldeira do resto da ilha, entre a vila da Praia e o Carapacho, Fonte do Mato, Pedras Brancas e Luz;
- (2) em torno da Serra das Fontes, o eixo que saindo de Santa Cruz da Graciosa por Santo Amaro, inclui as Fontes e Guadalupe, dividindo-se aí num ramo que pelo Pontal, Barro Branco, Feteira até às Pedras Brancas e noutro, mais a sudoeste, que inclui as Almas, Tanque, Manuel Gaspar, Ribeirinha e Brasileira;
- (3) ao longo da via que saindo de Santa Cruz da Graciosa pelo Rebentão, contorna o Pico da Hortelã, indo até à Vitória no noroeste da ilha;
- (4) pelas Dores vai até ao Bom Jesus e ao litoral da Vitória, numa paisagem muito aplanada e de povoamento muito disperso, bastante diferente do resto da ilha.

Estes quatro grandes eixos incluem mais de 80% da população da ilha, deixando de fora apenas alguns povoados marginais, em geral satélites das vilas.
A evolução demográfica da ilha Graciosa entre 1844 e 2011 foi a seguinte:
| Evolução da população da ilha Graciosa | Evolução da população da ilha Graciosa | Evolução da população da ilha Graciosa | Evolução da população da ilha Graciosa | Evolução da população da ilha Graciosa | Evolução da população da ilha Graciosa | Evolução da população da ilha Graciosa | Evolução da população da ilha Graciosa | Evolução da população da ilha Graciosa | Evolução da população da ilha Graciosa | Evolução da população da ilha Graciosa | Evolução da população da ilha Graciosa | Evolução da população da ilha Graciosa | Evolução da população da ilha Graciosa | Evolução da população da ilha Graciosa | Evolução da população da ilha Graciosa | Evolução da população da ilha Graciosa |
|                                        | 1844                                   | 1864                                   | 1878                                   | 1890                                   | 1900                                   | 1911                                   | 1920                                   | 1930                                   | 1940                                   | 1950                                   | 1960                                   | 1970                                   | 1981                                   | 1991                                   | 2001                                   | 2011                                   |
| -------------------------------------- | -------------------------------------- | -------------------------------------- | -------------------------------------- | -------------------------------------- | -------------------------------------- | -------------------------------------- | -------------------------------------- | -------------------------------------- | -------------------------------------- | -------------------------------------- | -------------------------------------- | -------------------------------------- | -------------------------------------- | -------------------------------------- | -------------------------------------- | -------------------------------------- |
| Guadalupe                              | 3 032                                  | 2 690                                  | 2 616                                  | 2 676                                  | 2 718                                  | 2 485                                  | 2 479                                  | 2 732                                  | 3 087                                  | 3 223                                  | 3 013                                  | 2 562                                  | 1 736                                  | 1 554                                  | 1 306                                  | 1 096                                  |
| Luz                                    | 1 797                                  | 1 746                                  | 1 812                                  | 1 803                                  | 1 905                                  | 1 819                                  | 1 830                                  | 2 052                                  | 2 248                                  | 2 277                                  | 2 005                                  | 1 535                                  | 1 000                                  | 887                                    | 735                                    | 683                                    |
| São Mateus                             | 2 020                                  | 1 849                                  | 1 709                                  | 1 732                                  | 1 588                                  | 1 374                                  | 1 301                                  | 1 448                                  | 1 580                                  | 1 634                                  | 1 547                                  | 1 320                                  | 1 034                                  | 965                                    | 901                                    | 836                                    |
| Santa Cruz da Graciosa                 | 2 808                                  | 2 433                                  | 2 308                                  | 2 229                                  | 2 148                                  | 1 925                                  | 1 867                                  | 2 238                                  | 2 278                                  | 2 383                                  | 2 104                                  | 1 955                                  | 1 607                                  | 1 783                                  | 1 838                                  | 1 776                                  |
| Graciosa                               | 9 657                                  | 8 718                                  | 8 445                                  | 8 440                                  | 8 359                                  | 7 603                                  | 7 477                                  | 8 470                                  | 9 191                                  | 9 617                                  | 8 669                                  | 7 420                                  | 5 377                                  | 5 189                                  | 4 780                                  | 4 391                                  |

- Fonte: DREPA (Aspectos demográficos - Açores 1978) e Serviço Regional de Estatística dos Açores (SREA).

Ao longo dos últimos dois séculos a evolução demográfica da Graciosa apresenta os seguintes períodos distintos:
- 1800-1920 — Durante este período a população decresceu paulatinamente, passando dos mais de 9 500 habitantes de 1844 até menos de 7 500 em 1920, resultado da pobreza que se instalara na ilha devido à devastação da vinha pela filoxera, o que levou a uma forte corrente migratória para o Brasil, bem documentada nos numerosos brasileiros de torna-viagem, alguns deles histórias de grande sucesso, e para os Estados Unidos, ligada à baleação da Nova Inglaterra. Estas correntes migratórias, particularmente a que se dirigia à América do Norte, eram na maior parte constituídas por jovens emigrantes clandestinos, resultado da política de restrição à emigração, e de verdadeiro cerco para o recrutamento militar, seguida durante todo o século XIX, mesmo quando a fome grassava devido à sobrepopulação da ilha. A taxa média de decréscimo da população neste período foi de apenas -0,34% ao ano, uma das mais baixas do arquipélago.
- 1920-1950 — A Primeira Guerra Mundial e depois a Grande Depressão da década de 1930, levam ao estancar das correntes migratórias, particularmente quando os Estados Unidos impuseram cotas que excluíam quase totalmente os cidadão portugueses, restrição que se prolonga durante a Segunda Guerra Mundial. Neste período há mesmo o regresso de algumas famílias da América do Norte, o que conjugado com o fim da emigração, leva a um rápido crescimento da população: em três décadas o número de graciosenses sobe dos 7 500 para mais de 9 500 em 1950, tendo ultrapassado em meados da década de 1950 os 10 000 residentes, número que se constitui o máximo histórico.
- 1950-1980 — As décadas de 1950 e 1960 foram um período de profunda crise económica e social na ilha (como aliás no resto do arquipélago), marcadas por uma crescente pobreza, a que se veio juntar o endurecimento do recrutamento militar, consequência do dealbar da Guerra Colonial. Estes dois factores, ligados à excessiva pressão demográfica, criaram uma situação de enorme desânimo, levando primeiro à partida em massa para a ilha Terceira, onde a construção da Base das Lajes criava oportunidades de emprego,[5] e depois, graças à facilitação da emigração açoriana para os Estados Unidos em consequência do Kennedy-Pastore Act,[6] para aquele país. O resultado foi o declínio vertiginoso da população da ilha, com taxas de variação da ordem dos -1,70% ao ano (em média, -14,8% por década).
- 1980- .... — Durante este período a quebra demográfica continuou quase ao mesmo ritmo do período anterior, agora já não alimentada pela emigração, que quase cessou a partir de 1990, mas pela redução drástica da natalidade, resultado do envelhecimento causado pela emigração selectiva no período anterior e da extraordinária melhoria nos padrões de vida que entretanto ocorreu. Esta tendência para o declínio está a abrandar, sendo de esperar a estabilização da população em torno dos 4 000 habitantes nas próximas duas décadas.

## História

### Da Descoberta e Povoamento
Desconhece-se a data do seu primeiro avistamento mas, como as vizinhas ilhas do Grupo Central do arquipélago dos Açores, a Graciosa terá sido explorada por navegadores portugueses durante o primeiro quartel do século XV. A data de 2 de Maio de 1450, tradicionalmente assinalada como a de seu descobrimento, carece de suporte documental. É certo que, no início da década de 1440, por determinação do então donatário das ilhas, o Infante D. Henrique, já havia sido lançado gado miúdo na ilha, criando condições para um futuro povoamento.
Desconhece-se ainda quem terão sido os seus primeiros povoadores, embora se admita que, por volta de 1450, tenham chegado à ilha, provavelmente arraia miúda e escravos. O primeiro grupo de colonos de que há notícia, enviados com sanção oficial do donatário, foi liderado por Vasco Gil Sodré, um "homem bom" natural de Montemor-o-Velho, que chegou à ilha acompanhado pela família e criados em meados da década de 1450. Estabeleceram-se no Carapacho, local onde terão aportado, uma zona de costa baixa e abrigada no extremo sudoeste da ilha, à vista da costa da ilha de São Jorge.
Dada a baixa fertilidade dos solos na zona e a sua vulnerabilidade em relação ao mar, o povoamento foi-se internando para o interior, em busca de solos mais férteis e aplainados. Em poucos anos o principal núcleo populacional estava estabelecido na costa norte da ilha, aproveitando as facilidades de desembarque que as calhetas da Barra e de Santa Cruz ofereciam, e a facilidade com que era possível escavar poços de maré naquele litoral. Este foi o embrião da atual vila de Santa Cruz da Graciosa.
Embora Vasco Gil Sodré tenha diligenciado no sentido de obter para si o cargo de capitão do donatário na ilha, e de ter mesmo chegado a construir um edifício para casa da alfândega, diligências em que foi sucedido por seu cunhado, Duarte Barreto do Couto, apenas logrou, e mesmo isso não é seguro, governar a parte sul da ilha, estruturada em torno do que viria a ser a vila da Praia.
A capitania da parte norte da ilha, constituída por terras mais férteis e amplas, foi entregue a Pedro Correia da Cunha, natural da ilha do Porto Santo e co-cunhado de Cristóvão Colombo, que, a partir de 1485, obteve o cargo de capitão do donatário em toda a ilha, unificando-lhe a administração. Fixou-se com a família em Santa Cruz, o que fez com que este povoado, em pouco tempo, suplantasse a Praia como sede do poder administrativo na ilha. Logo no ano seguinte, Santa Cruz foi elevada a vila e sede de concelho, abrangendo todo o território da ilha e, com ele, as duas paróquias então existentes: Santa Cruz e São Mateus da Praia.
Iniciado povoamento e estruturadas as primeiras povoações, como nas demais ilhas do arquipélago, registou-se um rápido aumento da população, graças ao sistema de datas que permitia aos capitães entregar parcelas de terra aos homens bons que as solicitasse e se comprometessem a tê-las desbravadas num período máximo de dois a cinco anos. Nesta fase, o influxo de povoadores fez-se, segundo alguns historiadores, das Beiras, do Minho e mesmo da Flandres, de modo a que, já em 1486, o povoado de Santa Cruz recebeu carta de foral, sendo elevado a vila, de acordo com frei Agostinho de Monte Alverne ("Crónicas da Província de S. João Evangelista das Ilhas dos Açores"). A cabeça da outra capitania, o lugar de São Mateus da Praia também recebeu carta de foral, concedida por João III de Portugal, em 1 de abril de 1546.
Com a criação do segundo concelho ficou completa a estruturação administrativa da ilha que ficou assim dividida: o concelho de Santa Cruz, abrangendo a vila do mesmo nome e os lugares da zona aplainada da metade noroeste da ilha que constituem a actual freguesia de Guadalupe; e o concelho da Praia, abrangendo a vila do mesmo nome e os povoados do Sul que constituem a actual freguesia da Luz.
A estrutura administrativa bicéfala da ilha sobreviveu até ao século XIX, quando por força da reestruturação administrativa que se seguiu à aprovação do segundo código administrativo do liberalismo, o concelho da Praia foi extinto em 1855, sendo o seu território integrado no concelho de Santa Cruz da Graciosa. Embora o decreto de extinção tenha apenas sido executado em 1867, com a extinção do concelho, a Praia perdeu a categoria de vila, estatuto que só recuperaria em 2003, por força do Decreto Legislativo Regional n.º 29/2003/A, de 24 de Junho, aprovado pelo parlamento açoriano.

### Do povoamento aos nossos dias
Com costas baixas que permitem o desembarque em múltiplos pontos e uma população reduzida, a Graciosa foi durante os séculos XVI e XVII por diversas vezes atacada por corsários e piratas, que para além dos saques e destruição de edifícios civis e religiosos, fizeram diversas razias, levando cativos muitos habitantes. Para a sua defesa, foram erguidas diversas fortificações.
Apesar desses contratempos, a ilha foi capaz de fixar uma população considerável, incluindo entre os seus povoadores famílias ligadas à pequena nobreza, com ligação preferencial à Terceira, cujos apelidos ainda hoje estão presentes entre as famílias da ilha.
Como aconteceu nas demais ilhas açorianas, o povoamento e a economia da Graciosa foram baseados na agricultura, na pecuária e no plantio da vinha. Dada a fertilidade do solo e a orografia favorável, a ilha já desde o século XVI exportava trigo, cevada, vinho e aguardente, mantendo um activo comércio com a Terceira, ilha que, graças ao seu porto, frequentado por navios de grande porte, se constituía no centro económico e administrativo do arquipélago.
Em meados do século XVIII inicia-se o aproveitamento terapêutico das águas termais do Carapacho.
No século XIX, no contexto da Guerra Civil Portuguesa (1828-1834), quando da ofensiva liberal do 7.º conde de Vila Flor, a ilha foi conquistada pelas tropas liberais (1831).
Ao longo da sua história, passaram pela Graciosa algumas figuras de destaque, como por exemplo:
- o padre António Vieira que, em 1654, vítima do naufrágio, perto do Corvo, do navio em que seguia para Lisboa, foi recolhido por um corsário holandês e lançado na Graciosa, onde esteve cerca de dois meses até passar à Terceira;
- o escritor francês François-René de Chateaubriand, que ali aportou em 1791, quando em viagem para a América do Norte, ocasião em que esteve hospedado no convento franciscano de Santa Cruz, e que, posteriormente descreveu a ilha com mestria em sua obra;
- o escritor português Almeida Garrett, que ali esteve em 1814, quando, com apenas 15 anos, visitou um seu tio que era juiz de fora em Santa Cruz. Reza a tradição que terá pregado um sermão na ilha, em óbvia contravenção da lei, e que ali terá escrito versos já reveladores do seu talento de poeta.
- o príncipe Alberto I do Mónaco, em ali aportou em 1879, a bordo do iate "Hirondelle", no decurso dos seus trabalhos de hidrografia e estudo da vida marinha. Durante a sua permanência na ilha, desceu à Furna do Enxofre, no interior da Caldeira, tendo sido uma das primeiras vozes que se levantaram na defesa da criação de um acesso adequado que permitisse potenciar aquele local como atracção turística.

Também ao longo dos séculos, a ilha foi por diversas vezes assolada por grandes catástrofes naturais.
Entre os sismos, destacou-se o de 13 de Junho de 1730, que causou destruição generalizada na freguesia da Luz, danificando a maioria das habitações e arruinando a igreja paroquial. Outras crises sísmicas ocorrerem em Março de 1787 e em 1817 sem, contudo, causar danos consideráveis. Posteriormente, em 1837 houve na ilha "grande susto por causa dos terramotos que a visitaram de 12 de Janeiro aos fins de Fevereiro; o de 21 de Janeiro foi tão grande na vila da Praia que não deixou casa sem alguma ruína. A igreja da Luz ficou quase por terra".
Ainda no século XIX, uma violenta seca no Verão de 1844 fez com que José Silvestre Ribeiro, então administrador geral do distrito de Angra do Heroísmo, procedesse ao envio, por navio, de 90 pipas de água para combater a sede que grassava na Graciosa. Além desse recurso emergencial, Silvestre Ribeiro determinou a abertura de poços e valas, até que, na noite de 20 de Agosto, uma forte chuva veio aliviar a crise.
Mais recentemente, o Terramoto de 1980 fez-se sentir na freguesia da Luz, em especial no lugar do Carapacho, e em alguns lugares da freguesia de Guadalupe causando extensos danos materiais.
Em termos de catástrofes humanas, ao anoitecer do dia 13 de Julho de 1929 durante uma aterragem de emergência, tentada nuns campos próximos do lugar da Brasileira, um avião biplano Amiot 123 que tentava fazer o primeiro voo transatlântico de leste para oeste, capotou. O major Ludwik Idzikowski pereceu no acidente e o co-piloto Kazimierz Kubala sofreu ferimentos ligeiros. O avião ardeu quando, durante a operação de resgate, alguém aproximou um archote dos destroços. Em nossos dias, um cruzeiro marca o lugar do acidente.
Devido à emigração para os Estados Unidos durante as décadas de 1950, 1960 e 1970, e à migração interna que ainda afecta a ilha, a Graciosa entrou num rápido processo de recessão demográfica que, na actualidade, condiciona em muito a sua sustentabilidade sócio-económica. Apesar disso, voltada para a agricultura, a pecuária e a produção de lacticínios, a Graciosa mantém as suas características de ilha rural e tranquila.
A construção, na década de 1980 do aeródromo da Graciosa e do porto comercial da Praia, representaram um impulso à economia da ilha. Para além disso, a ilha tem sido recentemente beneficiada por um conjunto de investimentos estruturantes, que incluíram a requalificação da sua escola secundária, a construção de uma nova fábrica de lacticínios e de um porto de pescas e de recreio na Vila Praia. Está em curso o processo que levará à requalificação das Termas do Carapacho, à construção de um novo hotel e de um novo centro de saúde.
Em setembro de 2007, na sequência de uma candidatura apresentada para esse fim pelo Governo Regional dos Açores, a ilha foi classificada pela UNESCO como Reserva da Biosfera. Esta classificação, aprovada pelo Bureau do Concelho Internacional de Coordenação do programa da UNESCO reunido em Paris, confirma a qualidade da biosfera da ilha, que se caracteriza por uma floresta típica da macaronésia. Esta, por sua vez, conduziu à criação do Parque Natural da Graciosa e de oito áreas protegidas, divididas em quatro categorias:
- Reserva Natural do Ilhéu de Baixo - Ilhéu de Baixo
- Reserva Natural do Ilhéu da Praia - Ilhéu da Praia
- Monumento Natural da Caldeira da Graciosa - Caldeira da Graciosa
- Área Protegida para a Gestão de Habitats ou Espécies da Ponta da Restinga
- Área Protegida para a Gestão de Habitats ou Espécies da Ponta Branca
- Área Protegida para a Gestão de Habitats ou Espécies da Ponta da Barca
- Área Protegida de Gestão de Recursos da Costa Sudeste
- Área Protegida de Gestão de Recursos da Costa Noroeste